# 貝雷霍梅特
48°9′25″N 25°18′20″E / 48.15694°N 25.30556°E

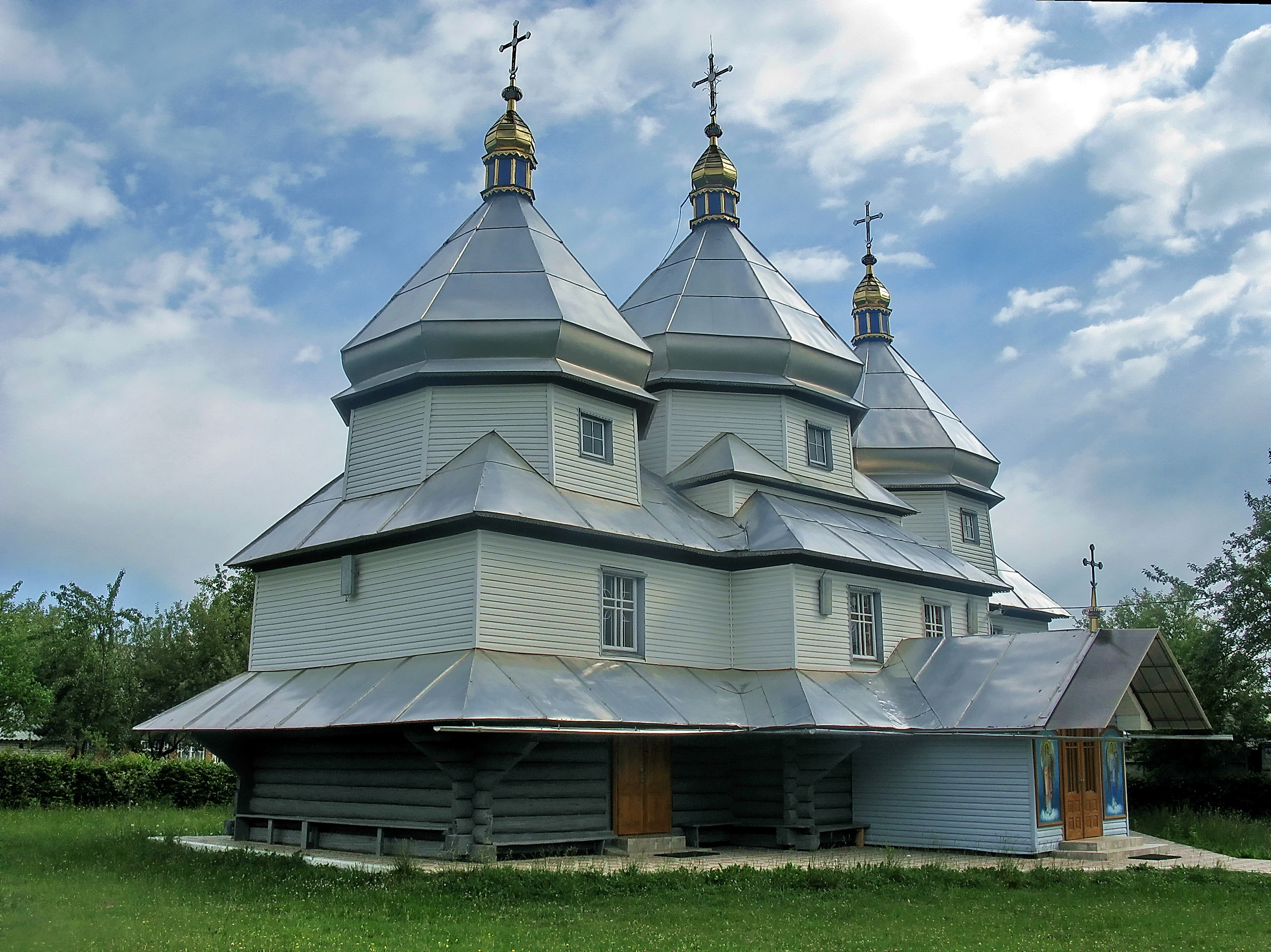
当地教堂

贝雷霍梅特（烏克蘭語：Берегомет），是烏克蘭西南部切爾諾夫策州維日尼察區贝雷霍梅特市镇内的市级鎮及其行政中心。處於錫雷特河畔，始建於十五世紀，面積108平方公里，海拔高度467米，2023年人口7,400，人口密度每平方公里71.35人。